# Marcel Adamczyk
Marcel Adamczyk (ur. 5 stycznia 1935 w Giraumont, zm. 10 lutego 2023) – francuski piłkarz pochodzenia polskiego występujący na pozycji obrońcy lub pomocnika.

## Kariera klubowa
Adamczyk rozpoczynał karierę w sezonie 1953/1954 w czwartoligowym zespole AS Giraumont. W 1954 roku przeszedł do pierwszoligowego FC Metz i spędził sezon 1954/1955. Następnie wrócił do AS Giraumont, które w międzyczasie awansowało do trzeciej ligi i grał tam do 1957 roku. Następnie ponownie został zawodnikiem FC Metz, którego barwy reprezentował w sezonie 1957/1958.
Kolejnym klubem Adamczyka był pierwszoligowy FC Nancy, w którym występował w latach 1960–1963. Potem odszedł do drugoligowego Lille OSC. W sezonie 1963/1964 awansował z nim do pierwszej ligi. Graczem Lille był do końca kariery w 1968 roku.
W pierwszej lidze francuskiej rozegrał 246 spotkań.

## Kariera reprezentacyjna
Adamczyk wystąpił jeden raz w reprezentacji Francji, 29 września 1963 w przegranym 0:1 meczu el. do ME 1964 z Bułgarią.